# Clethra nicaraguensis
Clethra nicaraguensis là một loài thực vật có hoa trong họ Clethraceae. Loài này được C.W.Ham. mô tả khoa học đầu tiên năm 1985.